# Piet Vanthemsche

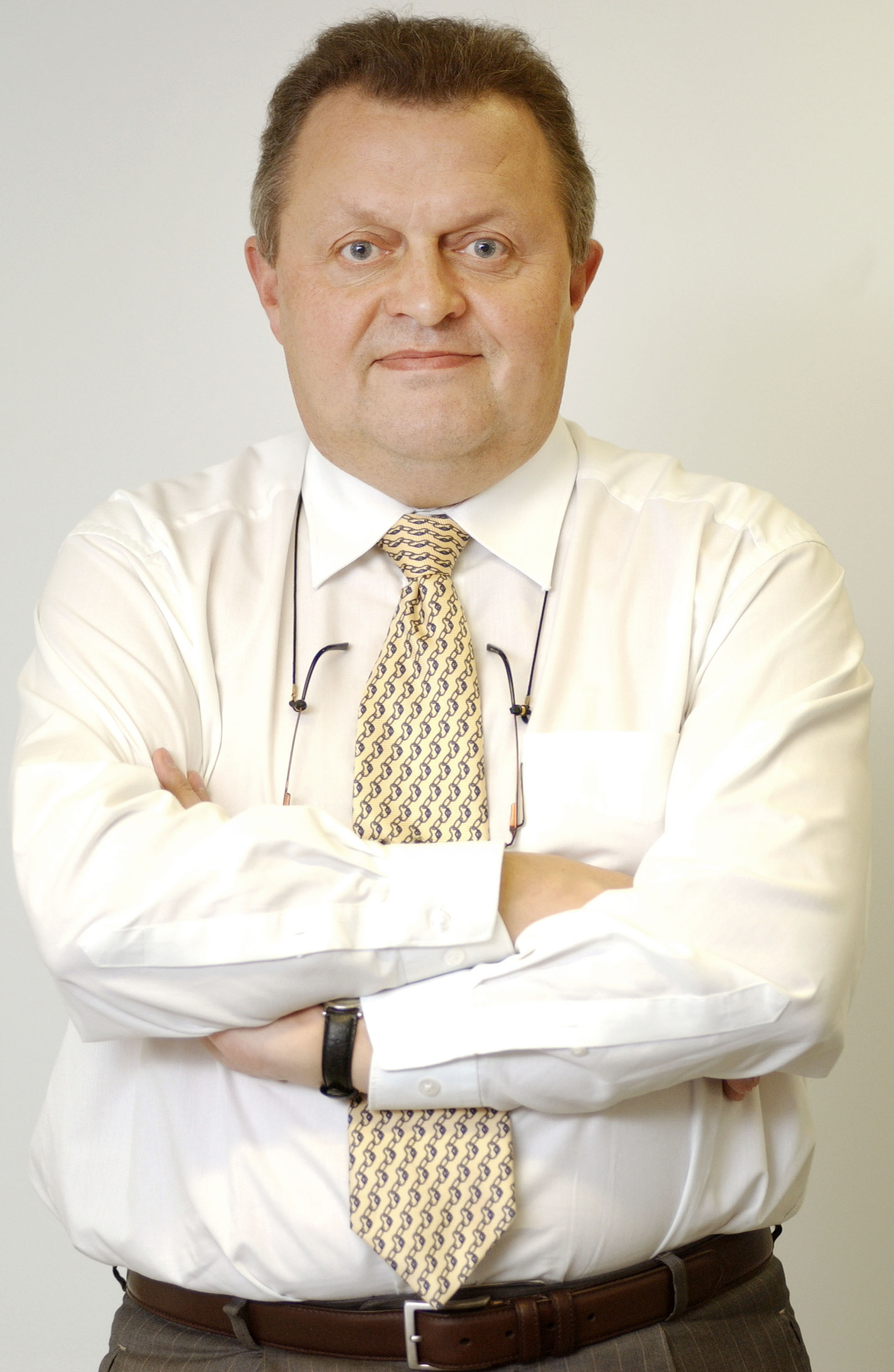
Piet Vantemsche

Pieter Nicolas Oscar Honoré (Piet) baron Vanthemsche (Kortrijk, 6 december 1955) heeft gedurende zijn loopbaan tal van functies uitgeoefend in de Belgische voedsel- en landbouwsector. Hij was voorzitter van de Belgische Boerenbond en gastprofessor aan de Universiteit Gent.

## Biografie
Na zijn middelbare studies aan het Sint-Jozefscollege in Aalst en zijn universitaire studies aan de Rijksuniversiteit Gent, waar hij promoveerde tot dierenarts, was hij actief in zijn eigen dierenartspraktijk. In 1986 werd hij ambtenaar bij de Belgische staat als veterinair inspecteur en dit tot in 1992. Vanaf 1993 werd hij kabinetslid bij de minister van Landbouw, om in 1997 kabinetschef te worden van Karel Pinxten en vervolgens van Herman Van Rompuy en Jaak Gabriels tot 2000, in 2000-2002 onderbroken door een periode als zelfstandig adviseur.
In 2002-2006 was hij gedelegeerd bestuurder van het Federaal Agentschap voor de Veiligheid van de Voedselketen (FAVV), alsook vanaf 2006 administrateur-generaal van het Federaal Agentschap voor Geneesmiddelen en Gezondheidsproducten. In 2007 was hij interministerieel commissaris influenza.

## Boerenbond
In 2001 werd Vanthemsche bestuurder van de Boerenbond, in 2007 ondervoorzitter en in 2008 volgde hij Noël Devisch op als voorzitter.
Piet Vanthemsche wordt de "architect van het ketenoverleg" genoemd. Dit is een overlegorgaan waar de landbouworganisaties, de voedingsindustrie en de detailhandel elkaar ontmoeten, problemen bespreken en naar oplossingen zoeken. Dankzij dit ketenoverleg werden eind augustus 2015 voor het eerst afspraken gemaakt om melkveehouders drie cent meer per liter melk te geven dan de marktprijs. Ook varkensboeren kregen daarbij extra betaald voor hun varkensvlees. België is het enige land waar het tot een dergelijk akkoord is gekomen.
Vanthemsche leidde de Boerenbond tot 1 december 2015. Hij was ook voorzitter van de financiële holding MRBB. Hij werd opgevolgd door Sonja De Becker. Voor buitenstaanders kwam het ontslag van Vanthemsche onverwacht – zijn mandaat liep nog meer dan twee jaar – maar ingewijden wisten dat hij zijn vertrek had voorbereid.

## Na de Boerenbond
Op 21 december 2015 werd hij voorzitter van de Vlaamse Visveiling en van het European Food Centre, opnieuw als opvolger van Noël Devisch.
Vanthemsche werd op 1 januari 2016 voorzitter van het Wit-Gele Kruis van Vlaanderen.
In maart 2018 werd hij voorzitter van de Belgische Federatie van Voedselbanken.
In 2023 stelde de Vlaamse Regering hem aan als intendant voor het Turnhouts Vennengebied, om een plan uit te werken dat de landbouw in de buurt tracht te verzoenen met de doelstellingen rond stikstofuitstoot, die het natuurgebied bedreigt. Vanthemsche hield het in juni 2024 vroegtijdig voor bekeken.

## Trivia
Op 16 juli 2012 werd hem erfelijke adel verleend, met de persoonlijke titel van baron.
Voor de gemeenteraadsverkiezingen in oktober 2012 stond hij op de CD&V-lijst in het Vlaams-Brabantse Lennik. In oktober 2018 was hij lijstduwer op de CD&V-lijst. Hij geraakte beide verkiezingen niet verkozen. Reeds in mei 2018 werd hij voorzitter van CD&V Lennik.
Sinds juli 2014 is Piet Vanthemsche ereburger van  Waregem, waar hij opgroeide in de deelgemeente Sint-Eloois-Vijve.
Sinds 2019 is hij voorzitter van het ziekenhuisnetwerk Briant dat het Imeldaziekenhuis, het Heilig-Hartziekenhuis, het AZ Sint-Maarten en het AZ Jan Portaels omvat.